# مسجد الأحمد (الأرجنتين)
مسجد الأحمد هو مكان تعبد إسلامي يقع في بوينس آيرس فالأرجنتين، تم افتتاحه في عام 1985م. وهو المسجد الثاني الأقدم في بوينس آيرس، ولكنه أقدم مبنى مصمم بمعمارية إسلامية، وقد صممه أحمد وإلا هام. وهو يقع في شارع ألبرتي. 1541، بحي سان كريستوبال. والمسجد هو جزء من المركز الإسلامي في الأرجنتين. ويحضر المسجد عدد كبير من المصلين في يوم الجمعة في أوقات الظهيرة لتأدية الصلاة.